# Traitement des eaux usées
Pour les articles homonymes, voir Traitement de l'eau.
Le traitement des eaux usées est l’ensemble des procédés visant à dépolluer l’eau usée avant son retour dans le milieu naturel ou sa réutilisation. Les eaux usées sont les eaux qui à la suite de leur utilisation domestique, commerciale ou industrielle sont de nature à polluer les milieux dans lesquels elles seraient déversées. C'est pourquoi, dans un souci de protection des milieux récepteurs, des traitements sont réalisés sur ces effluents collectés par le réseau d'assainissement urbain ou privé. L'objectif des traitements est de minimiser l'impact des eaux usées sur l'environnement. Lorsque les eaux traitées sont réutilisées, on parle de recyclage des eaux usées.
À l'échelle mondiale, le traitement des eaux usées constitue le premier enjeu de santé publique : plus de 4 000 enfants de moins de 5 ans meurent chaque jour de diarrhées liées à l’absence de traitement des eaux et au manque d’hygiène induit.
Les traitements peuvent être réalisés de manière collective dans une station d'épuration ou de manière individuelle, on parle alors de traitement des eaux décentralisé. La plupart des procédés intensifs de traitement fonctionnent selon les mêmes processus de base, mais des différences plus ou moins importantes peuvent exister dans la manière de mettre en place ces processus. Le traitement se divise généralement en plusieurs étapes.
Il existe également des procédés dits extensifs de traitement plutôt adapté aux charges réduites. On distingue les cultures libres : lagunage ; et les cultures fixées : Infiltration-percolation, filtre planté, marais filtrant à écoulement vertical ou horizontal.

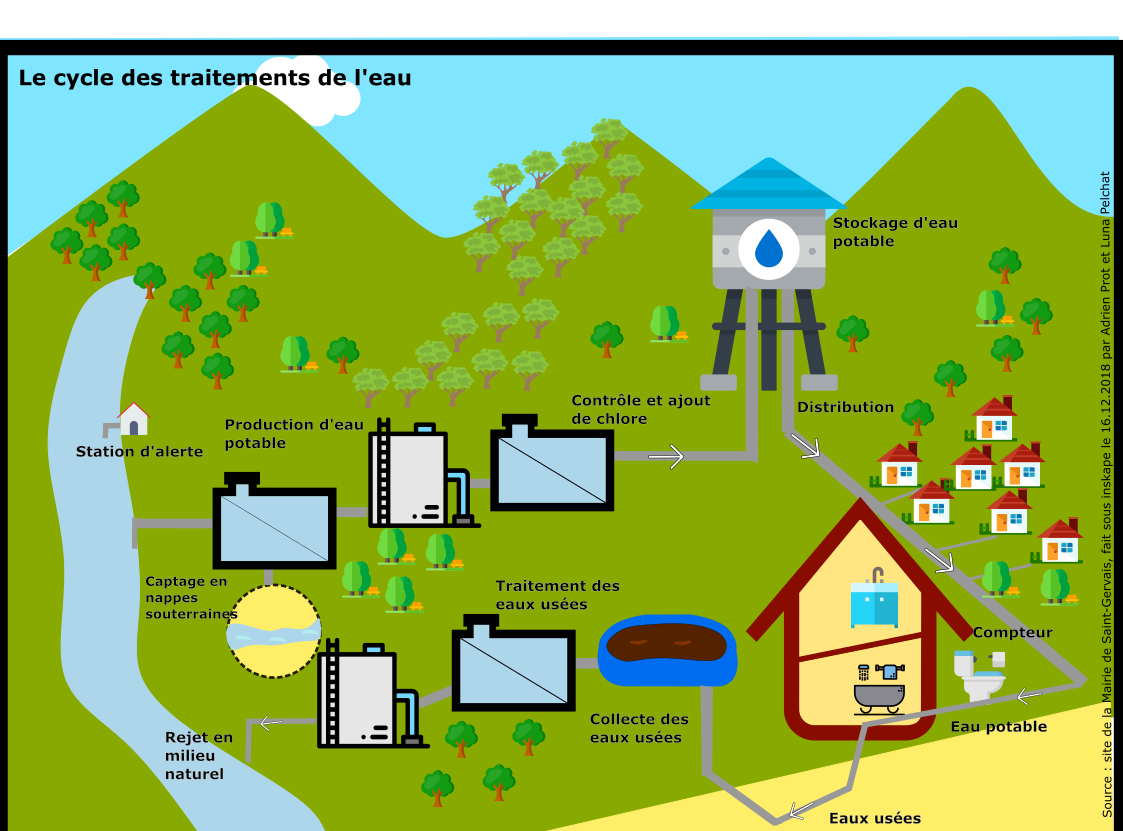
Schéma du cycle de traitement des eaux usées

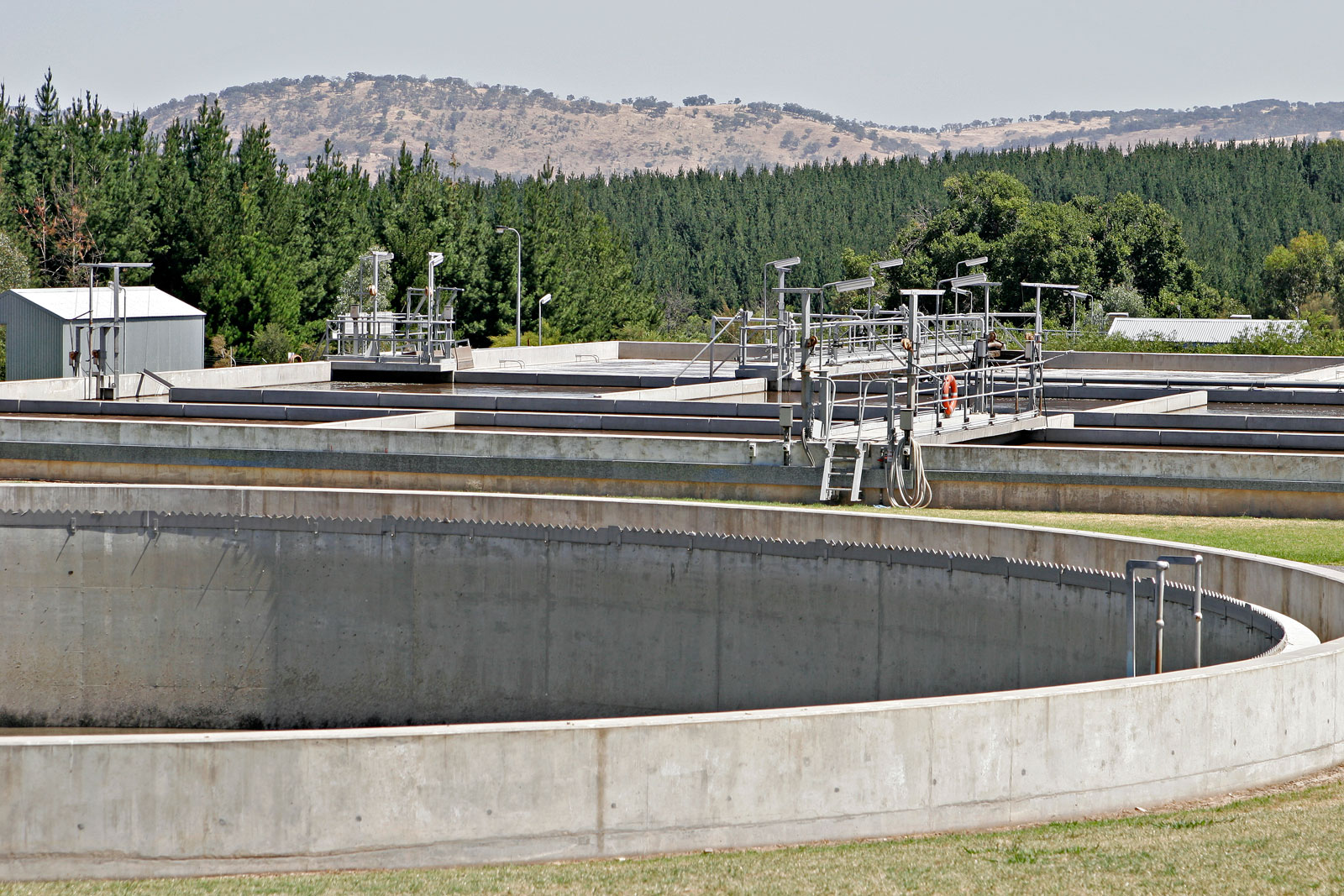
Bassins utilisés dans une usine de traitement des eaux usées (ici vides) de la ville d'Albury en Australie.

## Histoire
Des hommes préhistoriques ont disposé leurs campements près de cours d'eau et de lacs, l'eau leur servant comme boisson, moyen de transport, source d'énergie mais aussi comme moyen d'assainissement.
Durant l'Antiquité égyptienne, on utilisait du sable; les Minoens de Crète disposaient déjà d’un système d’égouts fonctionnant à l’eau 1 600 ans environ avant notre ère. Les Romains construisaient des conduites qui évacuaient les déchets et les eaux de pluie et utilisaient la phytoremédiation avec des plantes des marais pour leur Cloaca Maxima. Ils se servaient également des eaux usées comme engrais.
Au Moyen Âge, le développement anarchique des villes rend difficile la mise en place de réseaux d'égouts.
Le traitement des eaux usées qui sépare les solides et les liquides est historiquement récent et est lié à la croissance démographique importante dans les villes consécutive à la révolution industrielle. La décomposition des matières organiques est étudiée dans les années 1920, ce qui permet de développer l'épuration biologique. Les liquides sont dépollués et réutilisés, et les boues restantes incinérées ou enfouies. L’assainissement nécessite une infrastructure complexe et de grandes quantités d’eau.

## Prétraitement

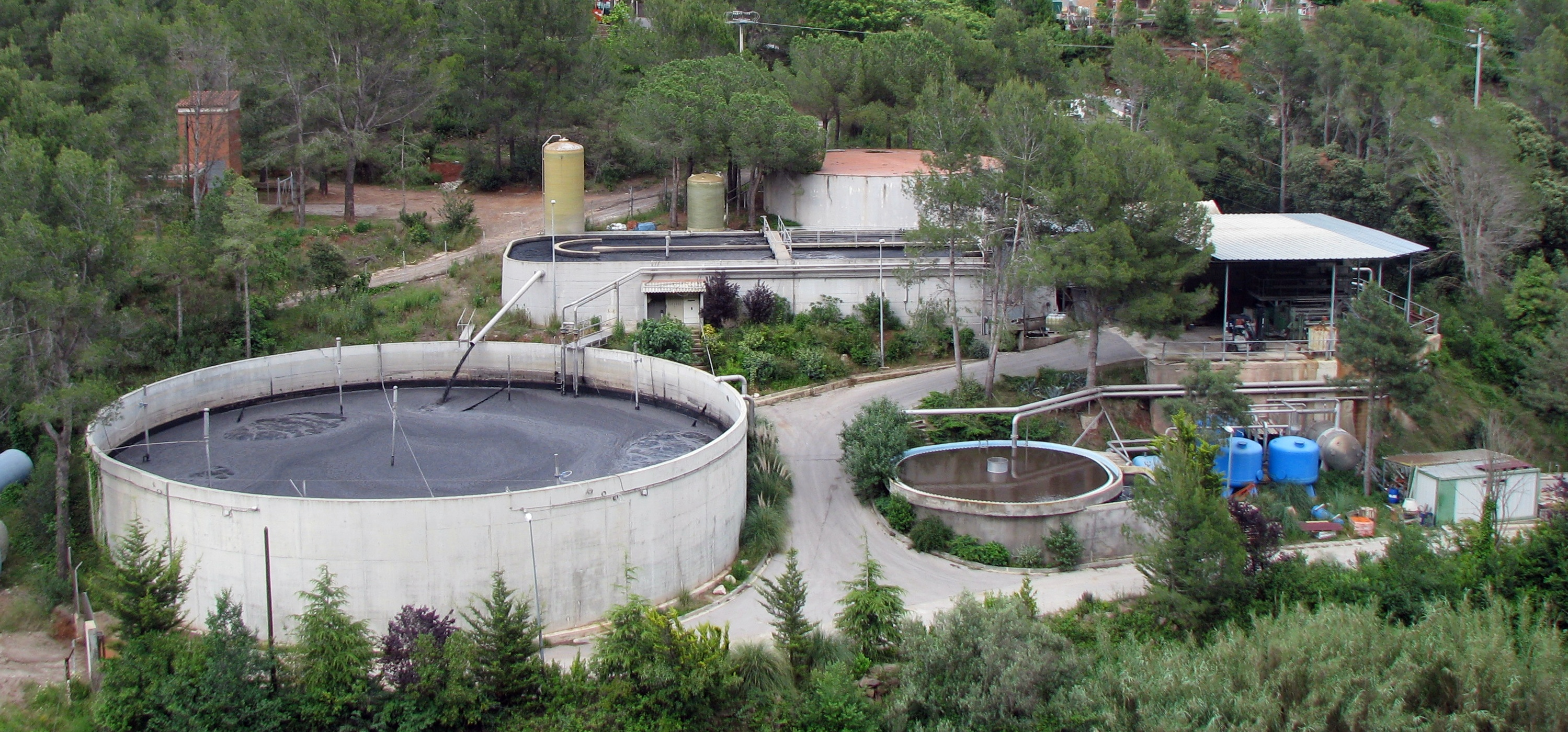
Usine d'épuration

Le prétraitement consiste en trois étapes principales qui permettent de supprimer de l'eau les éléments qui gêneraient les phases suivantes du traitement. Toutes les stations d'épuration ne sont pas forcément équipées des trois, seul le dégrillage est généralisé, les autres sont le dessablage et le déshuilage.

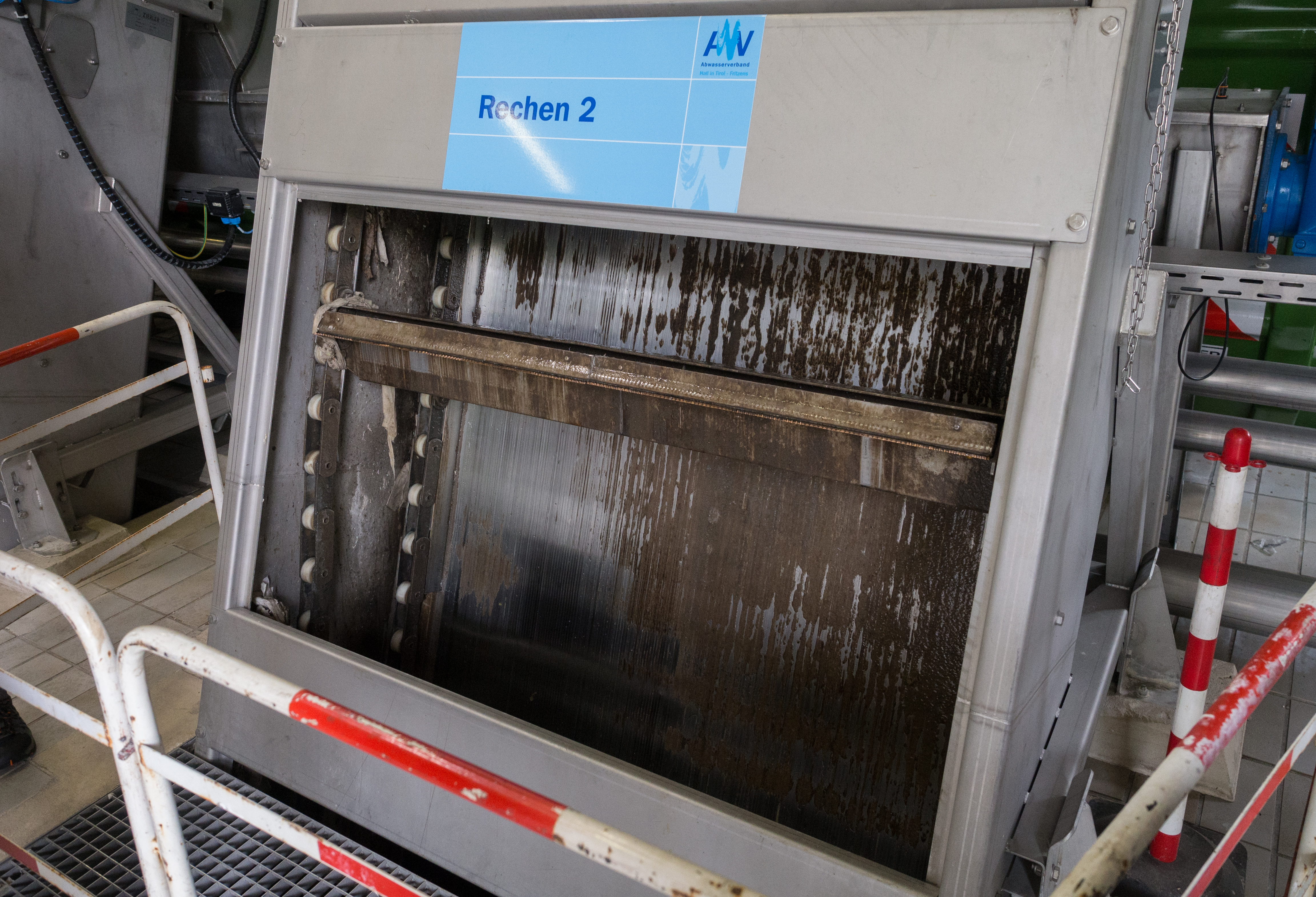
Dégrilleur en entrée de station d'épuration.

### Dégrillage et tamisage
Le dégrillage et le tamisage permettent de retirer de l'eau les déchets insolubles tels que les branches, les plastiques, serviettes hygiéniques, etc. En effet, ces déchets ne pouvant pas être éliminés par un traitement biologique ou physico-chimique, il faut donc les éliminer mécaniquement. Pour ce faire, l'eau usée passe à travers une ou plusieurs grilles dont les mailles sont de plus en plus serrées. Celles-ci sont en général équipées de systèmes automatiques de nettoyage pour éviter leur colmatage, et aussi pour éviter le dysfonctionnement de la pompe (dans les cas où il y aurait un système de pompage).

### Dessablage
Le dessablage permet, par décantation, de retirer les sables mélangés dans les eaux par ruissellement ou amenés par l'érosion des canalisations. Ce matériau, s'il n'était pas enlevé, se déposerait plus loin, gênant le fonctionnement de la station et provoquant une usure plus rapide des éléments mécaniques comme les pompes. Les sables extraits peuvent être lavés avant d'être mis en décharge, afin de limiter le pourcentage de matières organiques, la dégradation de celles-ci provoquant des odeurs et une instabilité mécanique du matériau.

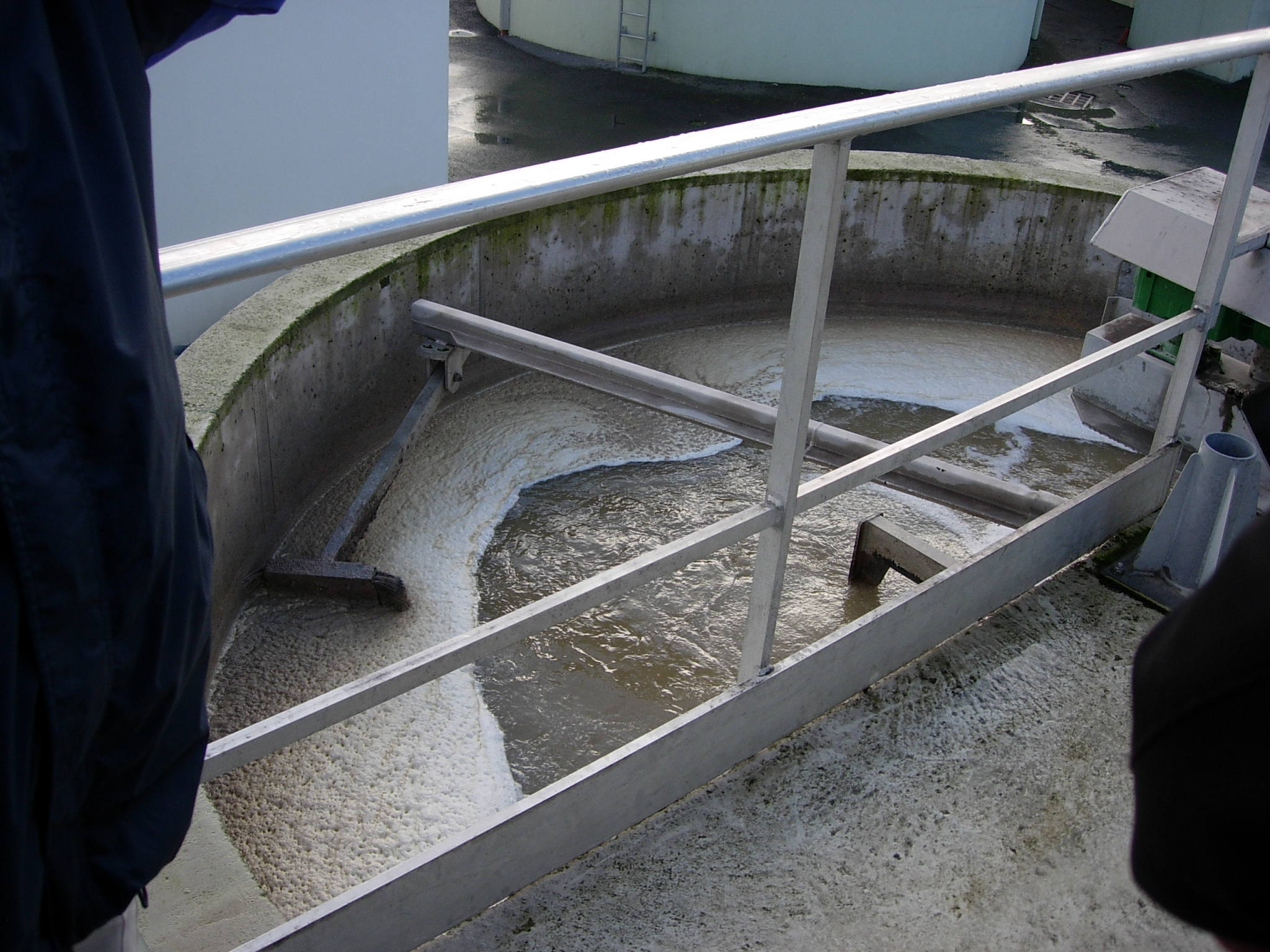
Déshuilage par écumage des graisses.

### Dégraissage
C'est généralement le principe de la « flottation par air dissous » qui est utilisé pour l'élimination des huiles. Son principe est basé sur l'injection de fines bulles d'air dans le bassin de déshuilage, permettant de faire remonter rapidement les graisses en surface (les graisses sont hydrophobes). Leur élimination se fait ensuite par raclage de la surface. Il est important de limiter au maximum la quantité de graisse dans les ouvrages en aval pour éviter par exemple un encrassement des ouvrages, notamment des canalisations. Leur élimination est essentielle également pour limiter les problèmes de rejets de particules graisseuses, les difficultés de décantation ou les perturbations des échanges gazeux.
Le dessablage et le déshuilage se réalisent le plus souvent dans un même ouvrage : l'eau polluée se déplaçant lentement, pendant que les sables décantent au fond les graisses remontent en surface.
Le déshuilage par coalescence permet un niveau de déshuilage hors-norme[réf. nécessaire].

## Traitement primaire

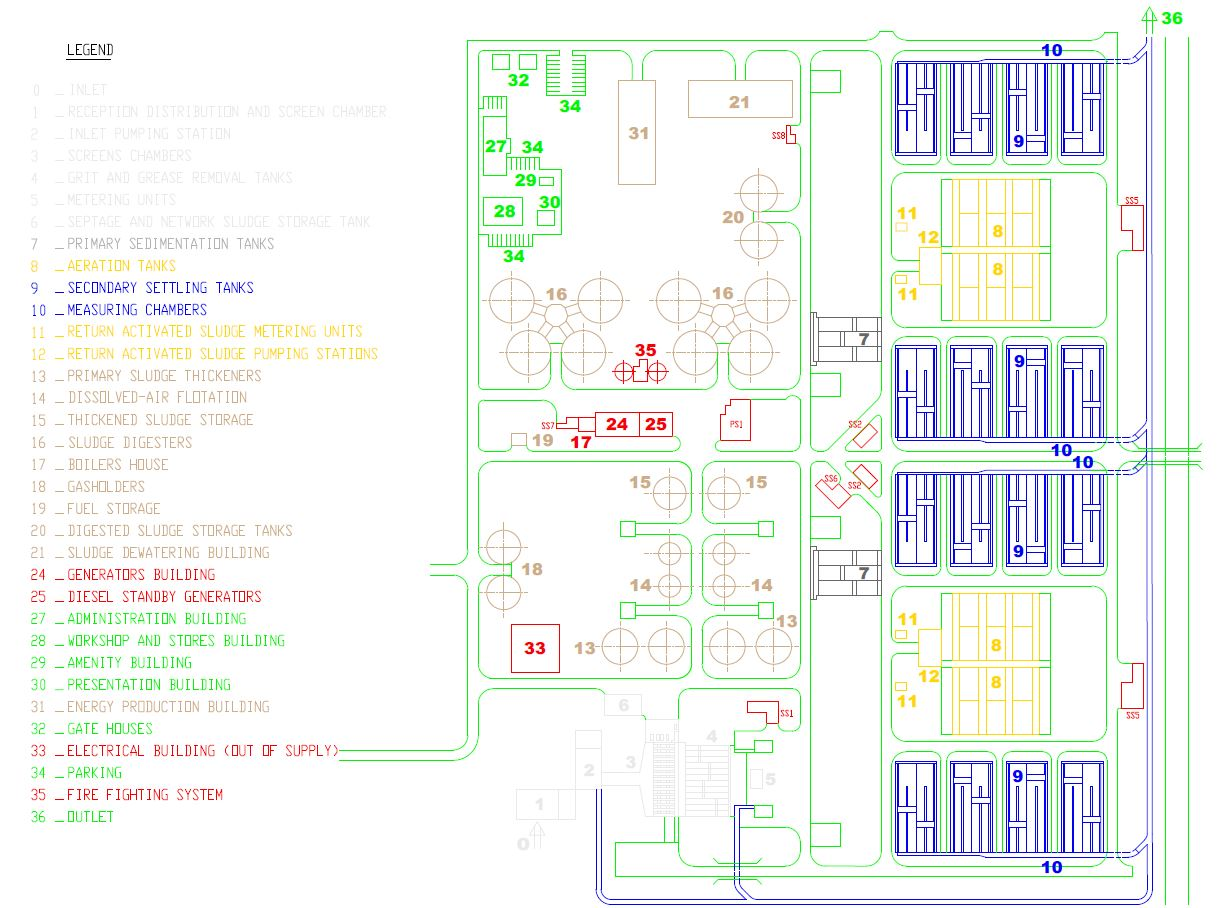
Diagramme d'une station de traitement des eaux usées.

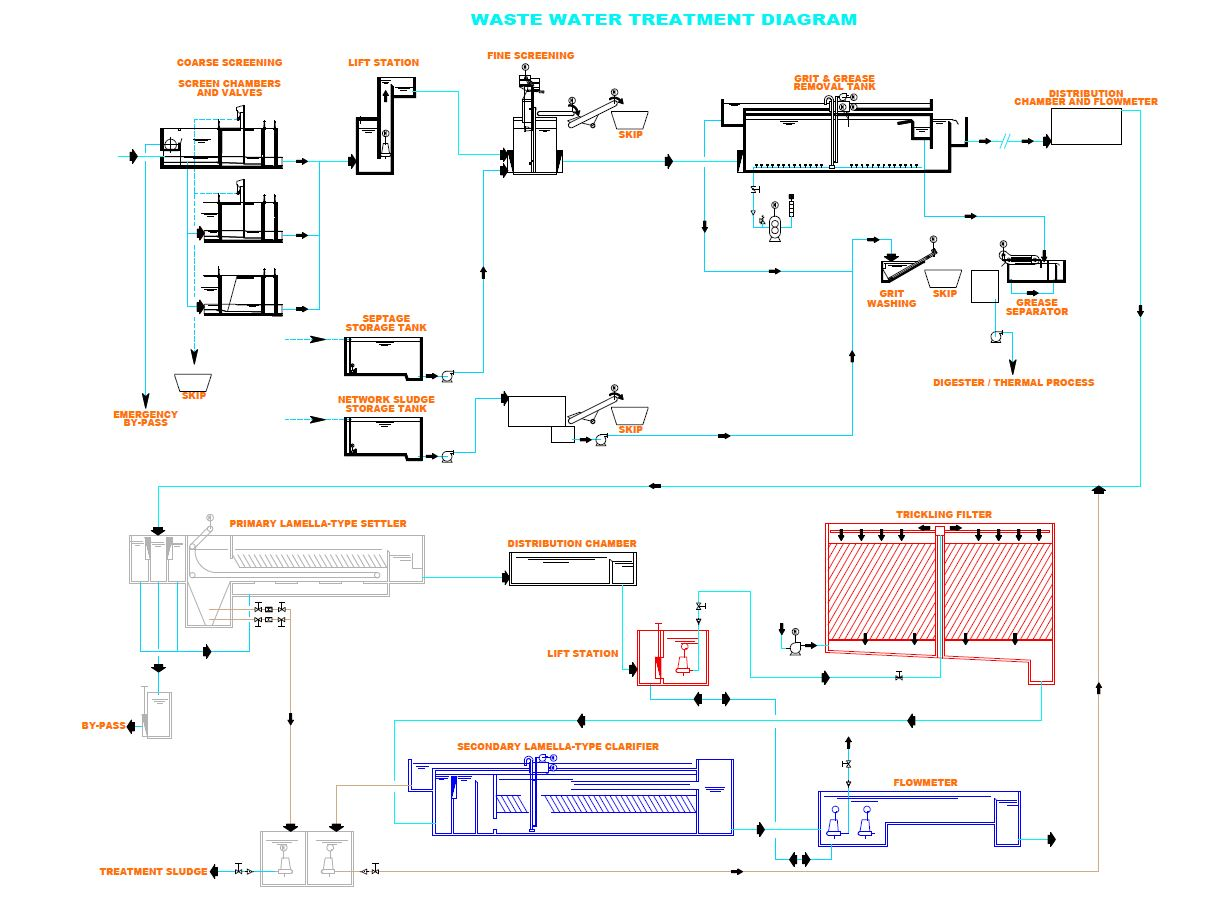
Synoptique d'une station de traitement des eaux usées.

En épuration des eaux usées, le traitement primaire est une simple décantation qui permet de supprimer la majeure partie des matières en suspension. Ce sont ces matières qui sont à l'origine du trouble des eaux usées.
L'opération est réalisée dans des bassins de décantation dont la taille dépend du type d'installation et du volume d'eau à traiter. De la même manière, le temps de séjour des effluents dans ce bassin dépend de la quantité de matière à éliminer et de la capacité de l'installation à les éliminer.
La décantabilité des matières dans un bassin est déterminée par l'indice de Mohlman. Cet indice est déterminé chaque jour dans les stations d'épuration importantes afin de vérifier le bon fonctionnement du système.
À la fin de ce traitement, la décantation de l'eau a permis de supprimer environ 60 % des matières en suspension, environ 30 % de la demande biologique en oxygène (DBO) et 30 % de la demande chimique en oxygène (DCO). Cette part de DBO supprimée était induite par les matières en suspension. La charge organique restant à traiter est allégée d'autant.
Les matières supprimées forment au fond du décanteur un lit de boues appelé « boues primaires ».
Le traitement primaire des eaux usées domestiques tend à disparaître en France avec la généralisation du traitement secondaire à boues activées qui comporte déjà une étape de décantation. C'est notamment le cas lorsque les effluents sont régulièrement dilués par des eaux de pluie et donc moins décantables. Il est alors plus économique de se passer de traitement primaire et de surdimensionner le traitement secondaire.

## Traitement secondaire

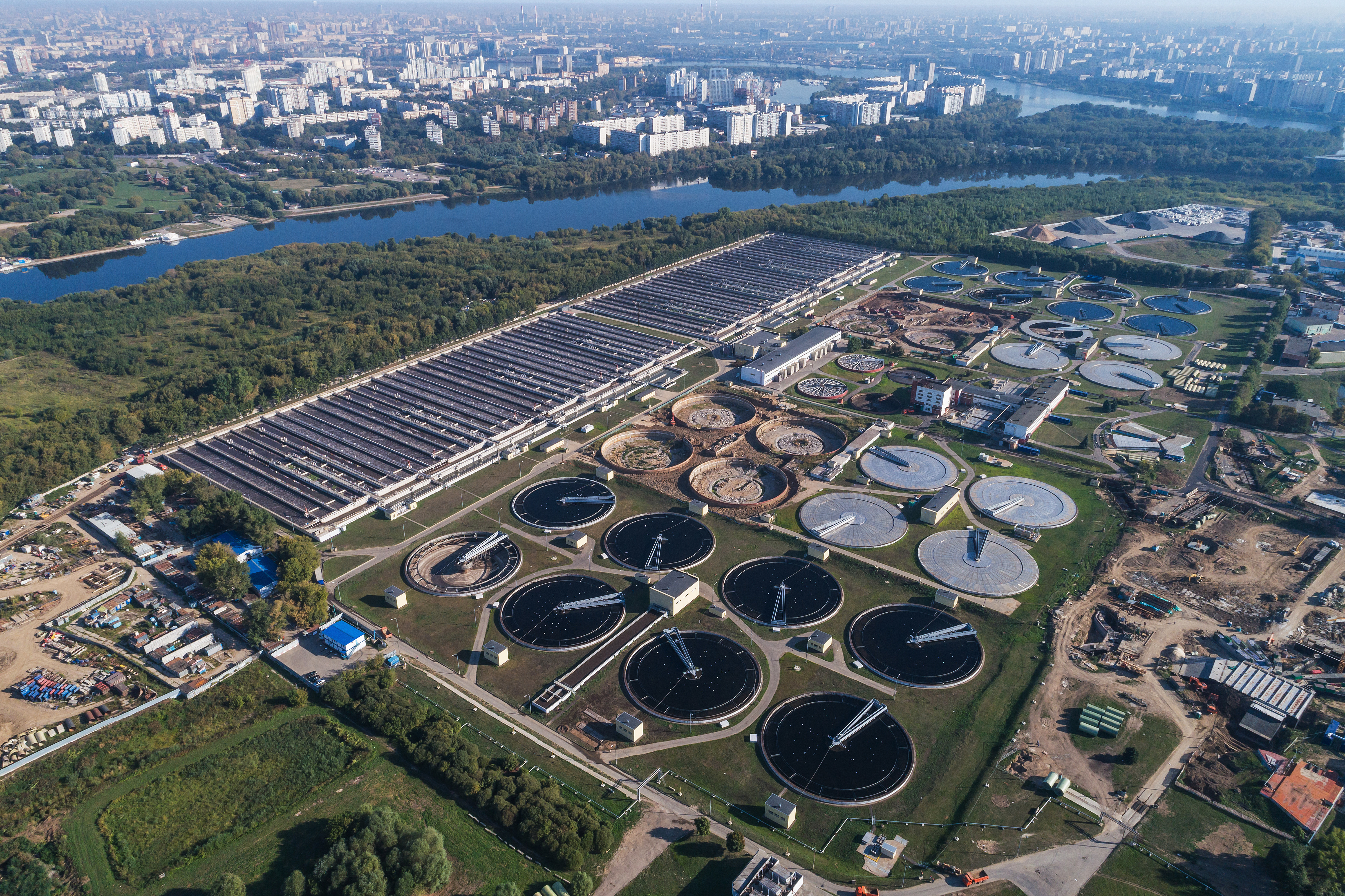
La station de traitement des eaux usées de Moscou Kuryanovo.

Le traitement secondaire se fait le plus couramment par voie biologique, mais une voie physico-chimique peut la remplacer ou plus souvent s'y ajouter pour favoriser la floculation et coagulation des boues ou permettre, par exemple, la fixation des phosphates.

### Traitement par voie biologique
Les différents traitements sont :

#### Traitement des composés organiques
Le traitement biologique le plus simple consiste à éliminer les composés organiques tels que sucres, graisses et protéines qui sont nocifs pour l'environnement, puisque leur dégradation implique la consommation de dioxygène, dissous dans l'eau, alors qu'il est indispensable à la survie des animaux aquatiques. La charge en polluants organiques est mesurée communément par la DBO5 (demande biologique (ou biochimique) en oxygène sur cinq jours) ou la demande chimique en oxygène (DCO). Les bactéries responsables de la dégradation des composés organiques sont hétérotrophes. Pour accélérer la dégradation des composés organiques, il faut apporter artificiellement de l'oxygène dans les eaux usées.

#### Nitrification
Si les réacteurs biologiques permettent un temps de contact suffisant entre les effluents et les bactéries, il est possible d’atteindre un second degré de traitement : la nitrification. Il s’agit de l’oxydation de l’ammoniaque en nitrite, puis en nitrate par des bactéries nitrifiantes. L’ammoniaque est un poison pour la faune piscicole. Les bactéries nitrifiantes sont autotrophes (elles fixent elles-mêmes le carbone nécessaire à leur croissance dans le CO2 de l’air). Elles croissent donc beaucoup plus lentement que les hétérotrophes. Une station d'épuration doit d’abord éliminer les composés organiques avant de pouvoir nitrifier. (Voir aussi : Cycle de l'azote)

#### Dénitrification
Une troisième étape facultative consiste à dénitrifier (ou dénitrater) les nitrates résultants de la nitrification. Cette transformation peut se faire en pompant une partie de l’eau chargée de nitrates de la fin de traitement biologique et en la mélangeant à l’eau d’entrée, en tête de traitement. La dénitrification se passe dans un réacteur anoxique, en présence de composés organiques et de nitrates. Les nitrates (nutriments à l’origine de l’envahissement d’algues dans certaines mers, en particulier la Mer du Nord) sont réduits en diazote (N2) qui s’échappe dans l’air. La dénitrification se fait généralement, sur les petites stations d'épuration, dans le même bassin que la nitrification par syncopage (arrêt de l'aération, phase anoxie). Cette étape tend à se généraliser pour protéger le milieu naturel.

### Traitement par voie physico-chimique

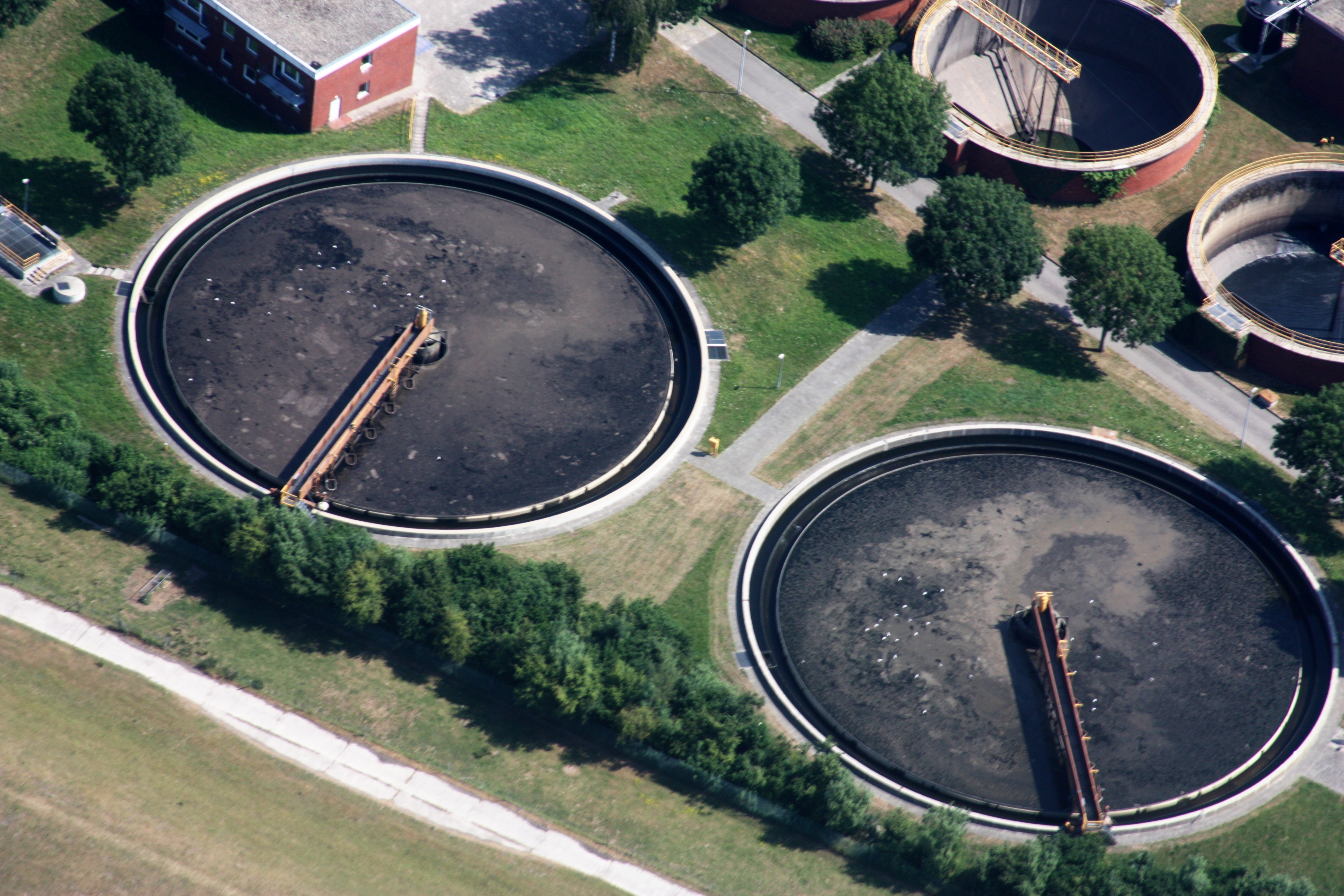
Vue aérienne de clarificateurs.

Il regroupe l'aération et le brassage de l'eau mais aussi une décantation secondaire (dite aussi clarification).
À partir de ce dernier élément, l'eau clarifiée est rejetée (sauf traitement tertiaire éventuel) et les boues décantées sont renvoyées en plus grande partie vers le bassin d'aération, la partie excédentaire étant dirigée vers un circuit ou un stockage spécifique.
Le traitement secondaire peut comporter des phases d'anoxie (ou une partie séparée en anoxie) qui permet de dégrader les nitrates.

### Déphosphoration
Pour limiter l'écotoxicité des rejets d'eaux usées un traitement du phosphore est généralement demandé sur les stations supérieures à 10 000 équivalents habitant. Il peut être demandé sur des plus petites stations d'épuration suivant la sensibilité du milieu récepteur. Les sources géologiques de phosphore ayant été surexploitées sa récupération commence aussi à être un enjeu économique et industriel.
Cinq types de traitement sont possibles :
1. Traitement physique : des filtres ou membranes retirent le phosphore de l'eau ;
2. Traitement chimique : des sels forment des précipités insolubles récupérables (au fond du bassin) ; des composés chimiques à base de calcium ou de fer peuvent être utilisés. Cette méthode reste assez coûteuse et peut accroître le volume de boue à traiter et la consommation d'oxygène ;
3. Traitement physique et chimique ;
4. Traitement biologique du phosphore : il se développe depuis les années 1980[7] : l'EBPR (enhanced biologial phosphorous removal) qui consiste à l'accumulation de phosphore par des microorganismes, sous forme de polyphosphate par exemple.
Dans une configuration anaérobie - aérobie, les bactéries Acinetobacter spp. peuvent bioaccumuler le phosphore et pour cette raison aussi désignée par l'acronyme « PAO » (phosphorous accumulating organisms). Ce système élève légèrement le coût d'investissement, mais est favorable à l'environnement et rentable à long terme, d'autant que la raréfaction du phosphore pourrait augmenter sa valeur financière.
La compréhension de ce processus biologique doit être poursuivie notamment via des études FISH (Fluorescence in situ hybridization) sur les actinobactéries, et via des expériences faites en laboratoire à l'aide de bioréacteurs reconstituant les conditions naturelles de cette accumulation de phosphore à travers des bactéries comme A. phosphatis, qui est utilisée à hauteur de 85 % dans les bioréacteurs. La technique de PCR-DGGE permet également d'aider à la compréhension de ce process d'autant plus qu'elle est très répandue, qualitative et semi-quantitative pour l'évaluation de la communauté microbienne[8],[9] ;
Le phosphore est indispensable aux réactions biologiques liées au traitement de la pollution carbonée et azotée. Il s'agit alors d'assimilation biologique. Cette assimilation correspond à un ratio de 1 g de phosphore pour 100 g de carbone.
Si l'on inclut dans le traitement un bassin anaérobie, cette assimilation biologique peut être augmentée. Les bactéries placées en conditions de potentiel redox très bas, surassimilent le phosphore par rapport à leur besoin. Les bactéries peuvent ensuite relarguer le phosphore surassimilé si elles sont placées durablement dans des conditions de redox plus hautes. À l'inverse, si elles sont extraites rapidement du traitement, c'est une méthode de traitement « sans réactif » du phosphore ;
5. Traitements mixtes : les traitements ci-dessus présentés ne permettent pas généralement à eux seuls d'atteindre les niveaux de rejet exigés en sortie de station. Un traitement biologique est donc souvent associé à un traitement physico-chimique (presque toujours par précipitation du phosphore avec des sels métalliques (chlorure ferrique).

La recherche de moyens plus efficients et des meilleures conditions de milieux (concentration idéale, taux de gaz dissous, température, pH, etc.) se poursuit avec par exemple la possibilité d'étudier l'adsorption sur des biopolymères, biomatériaux, matériaux bioinspirés… dont sous forme d'hydrogels tels que l'hydrogel de chitosane en microbilles,.

## Traitement tertiaire
Le traitement tertiaire n'est pas toujours réalisé. Il est destiné à améliorer les performances des traitements des matières en suspension, du phosphore ou encore des pathogènes. Ces traitements sont utilisés dans le cas, par exemple, de milieux récepteurs particulièrement sensibles,.

### MES et matière organique
En sortie des clarificateurs, une décantation supplémentaire est parfois utilisée. Il s'agit de décantations par floculation grâce à l'injection de polymères ou de sels coagulants. Des filtres sont également couramment employés pour différents niveaux de filtration (micro, ultra ou nano).

### Azote et phosphore
Certains types de traitements tertiaires ciblent l'élimination plus poussée de l'azote ou du phosphore.
La pollution azotée se trouve sous forme de :
- azote organique (N), provenant surtout des déjections animales et humaines et des rejets d'industries agroalimentaires[14] ;
- azote ammoniacal (NH4+), qui provient de rejets industriels (chimie en particulier) ou bien de la transformation par des processus biochimiques naturels de l'azote organique des eaux usées domestiques[14].

L'élimination du phosphore (la déphosphatation) se fait soit par un procédé chimique, soit par un procédé biologique :
- la déphosphatation chimique est réalisée au moyen de réactifs : sels de fer et d'aluminium, et qui donnent naissance à des précipités ou complexes insolubles séparés de l'eau par des techniques de séparation de phase solide-liquide ;
- la déphosphatation biologique repose sur le transfert du phosphore de la phase liquide (eaux usées à épurer) vers la phase solide (boues) par stockage intracellulaire; la boue s'enrichit progressivement en phosphore jusqu'à des teneurs très importantes. Il est alors très aisé d'assurer l'élimination du phosphore par simple soutirage des boues en excès.

### Traitement bactériologique
Cette étape permet de réduire le nombre de bactéries, donc de germes pathogènes présents dans l'eau traitée. Elle peut être demandée dans le cadre d'un schéma d'aménagement et de gestion des eaux et/ou pour protéger des eaux de baignade (en eau douce ou en mer), un captage d'eau potable ou une zone conchylicole, une zone vulnérable aux nitrates, au phosphore et à l'eutrophisation. Ce traitement peut être réalisé en traitement tertiaire par chloration, ozonation, traitement UV ou pour des petites capacités de station d'épuration par une filtration sur sable (sable siliceux et de granulométrie spécifique). Un lagunage tertiaire de l'effluent en zones de rejets végétalisées (ZRV) n'est pas encore en France règlementairement reconnu comme élément de l'épuration (au sens de l’arrêté du 21 juillet 2015) mais des travaux d'évaluation de leurs performances en termes d'abattement bactérien ou de certains micropolluants sont à l'étude. Dans ces zones les UV solaires et l'écosystème peuvent contribuer à diminuer le nombre de bactéries pathogènes encore présentes dans le flux.
La désinfection est peu utilisée en France en sortie de station d'épuration car l'eau manque rarement dans ce pays, et la règlementation française ne l'encourage pas, les eaux usées épurées ne faisant pas l'objet de France de réutilisation immédiate en agriculture ou pour l'eau potable.
Dans le monde en 2017, il y aurait environ 7 milliards de m3 d’eaux usées traitées réutilisées ; la France ne comptant que pour 0,1 % de ce volume soit 50 fois moins qu’en Espagne, Italie ou Israël, selon Juan Ochoa (pôle expertise et innovation de Veolia Eau).

### Traitement bactériologique par rayonnement UV
Il existe une certaine variété de systèmes sur le marché. Le principe traditionnel de désinfection par rayonnement UV consiste à soumettre l'eau à traiter à une source de rayonnements UV en la faisant transiter à travers un canal contenant une série de lampes submergées. Depuis quelques années, l'on trouve aussi, surtout pour les petites stations de traitement des eaux usées, un système basé sur des réacteurs monolampe, qui offre des avantages au niveau de la maintenance et des coûts d'utilisation.

### Traitement par voie physico-chimique
Le traitement tertiaire inclut un ou plusieurs des processus suivants :
- désinfection par le chlore ou l'ozone (pour éliminer les germes pathogènes), sachant que le désinfectant le plus puissant est l'ozone[18],parce qu'il est capable de désactiver les organismes protozoaires; qui peuvent causer un grand nombre d'épidémies ;
- neutralisation des métaux en solution dans l'eau : en faisant varier le pH de l'eau dans certaines plages, on obtient une décantation de ces polluants.

### Procédés alternatifs ou extensifs
Des systèmes de lagunages naturels (éventuellement tertiaires, c'est-à-dire uniquement installés en sortie de station d'épuration) permettent d'épurer une pollution organique et éventuellement d'affiner le traitement avant rejet dans le milieu naturel,.
Quand la place manque pour un lagunage, des systèmes verticaux et adaptés à de relativement petites quantités d'eaux sales de types Freewaterbox (développé en France par Ennesys) combinent un digesteur bactérien et un photobioréacteur algal contenant des cultures de microalgues sélectionnées pour épurer des eaux grises et produire des composés organiques d'intérêt (biostimulants) dans une approche d'économie circulaire.

## Traitement quaternaire

### Élimination des micropolluants
Les procédés de traitement listés ci-dessus ne permettent pas d'éliminer les micropolluants des eaux traitées. On désigne par micropolluants les composés traces présents dans les eaux à des concentrations très faibles (de l'ordre du microgramme ou du nanogramme par litre) et qui même en concentrations infimes peuvent exercer un effet nocif sur les organismes aquatiques. Par exemple: les résidus médicamenteux, les hormones, les pesticides ou encore les cosmétiques.
Les procédés d'oxydation avancée (POA) permettant d'éliminer des composés organiques réfractaires utilisent de radicaux hautement réactifs (radical hydroxyle OH• en particulier), en quantité suffisante pour garantir la purification de l'eau. L’oxydation des polluants les transforme de façon ultime en dioxyde de carbone, eau et composées minéraux, ou au moins conduit à des produits intermédiaires le plus souvent inoffensifs (acides carboxyliques). La Réaction de Fenton par exemple, se réalise à partir d'ions ferreux (ou ferrique) et du peroxyde d'hydrogène et, par l'intermédiaire d'une réaction en chaîne, amène à la formation des radicaux hydroxyles. Il s’agit d’une réaction d'oxydation catalytique, car le fer agit comme catalyseur. Le procédé Fenton est composé de quatre étapes principales : ajustement du pH, oxydation, neutralisation, coagulation/précipitation. Les conditions d’utilisations de ce procédé nécessitent un intervalle de pH allant de 2 à 4, avec une valeur optimale à pH 2,8 déterminée par PIGNATELLO (1992). Lorsque ces exigences ne sont pas respectées, le fer (Fe2+ et Fe3+) est susceptible de précipiter et former des hydroxydes de fer, induisant à une faible activité catalytique. Ainsi, leur mise en place demande un coût plus élevé pour assurer son efficacité.
En Suisse, à la suite de l'entrée en vigueur en 2015 d'une modification de la loi fédérale et de l'ordonnance sur la protection des eaux rendant obligatoire l'élimination d'au moins 80 % des micropolluants en sortie de station d'épuration, de nombreux projets pilotes ont été mis en place pour tester les techniques d'élimination des micropolluants.
Deux méthodes de traitement ont été retenues :
- le contact avec du charbon actif : mis en œuvre sous forme de charbon actif en poudre (CAP), en grain (CAG) ou en micrograin (µ-CAG) ;
- l'ozonation continue des eaux usées traitées à la sortie du traitement par voie biologique.

Un dosage de CAP d'environ 18 mg/l ou une ozonation de 0,6  à   1,0 g O3/g DOC sont nécessaires pour l'élimination des micropolluants. L'ozonation présente le désavantage d'engendrer des produits d'oxydation parfois indésirables tels que le bromate. Les possibles concentrations résultantes de l'ozonation dépendent des propriétés de l'eau traitée.

## Traitement des boues d'épuration
Les boues d’épuration (urbaines ou industrielles) sont le principal déchet produit par une station d'épuration à partir des effluents liquides. Le principal traitement des boues est la déshydratation. Cette déshydratation peut être effectuée par centrifugation, filtre-presse, filtre à bandes presseuses, électro-déshydratation, lit de séchage planté de roseaux, séchage solaire. Elle permet de diminuer la concentration en eau des boues.

### Incinération ou décharge
Les boues sont ensuite, au vu de leur toxicité ou degré d'innocuité pour l'environnement, stockées ou brûlées en incinérateurs.

### Production de biogaz

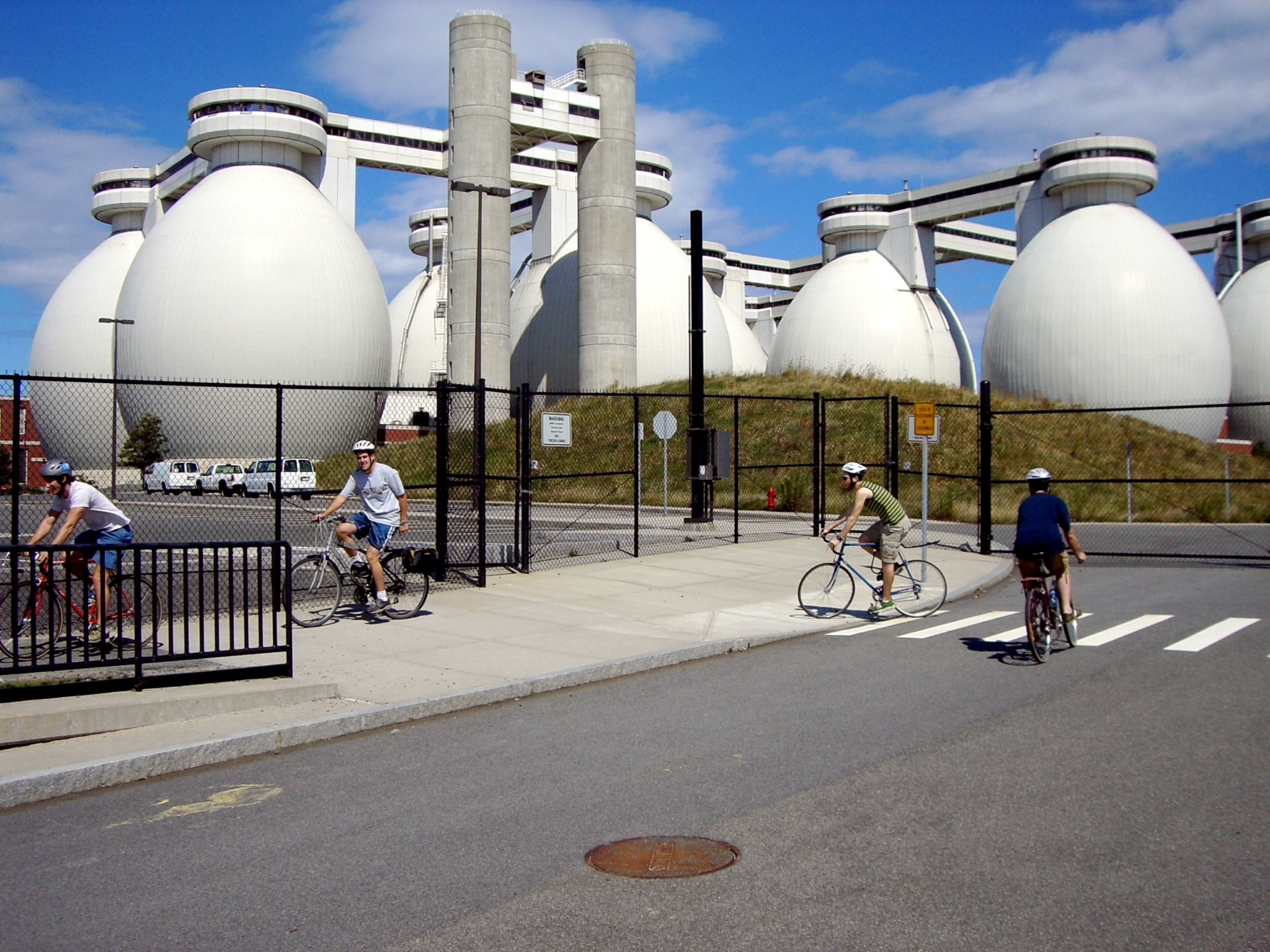
Digesteurs de boues d'épuration en Hollande.

Les boues peuvent servir à produire du biogaz (méthane) à l'aide de digesteurs en anaérobie.

## Difficultés
Parmi les difficultés souvent rencontrées figurent :

### Le dysfonctionnement de l'épuration
Il est le plus souvent dû à des bactéries indésirables, qui provoquent un phénomène dit de gonflement des boues. Ceci est causé par le foisonnement de certaines espèces de bactéries, dont Microthrix parvicella le plus souvent, à la suite d'arrivées trop brusques de surcharges en matières organiques et/ou en eau pluviales et de ruissèlement, ou encore à la suite de l'arrivée de composants inhibant la reproduction ou la vie des autres bactéries.
Le fonctionnement d'une station d'épuration classique à boues activées repose sur le principe de la production d'une boue résiduelle et de la décantation. Selon une enquête ayant concerné 370 stations d'épuration à boues activées faible charge, dans les années 2010, les problèmes de décantation sont encore « une problématique majeure pour 30 % des installations de taille inférieure à 250 000 EH et pour 50 % de celles en traitant plus. Au moins un dysfonctionnement sur trois serait dû à un développement excessif de bactéries filamenteuses » (phénomène de gonflement des boues). « Un taux de charge organique élevé a été identifié comme l'un des facteurs favorisant les dysfonctionnements ». L'adjonction de sels métalliques pour la déphosphoration des eaux usées contribue à limiter l’occurrence de ces dysfonctionnements.

### La difficulté de valoriser certaines boues
Les opérateurs peinent parfois en effet à trouver des débouchés à des boues polluées, qu'il faut alors mettre en décharge ou faire incinérer.

### Le traitement des odeurs: la désodorisation
Parmi les problèmes rencontrés lors de la dépollution de l'eau figurent les mauvaises odeurs provenant des boues, des postes de relevage, qui sont considérées comme une gêne pénalisante pour les riverains.
Pour limiter ces nuisances olfactives, il existe trois types différents de traitement : physico-chimique, biologique et par adsorption sur charbon actif.
- dans le traitement physico-chimique, un système de lavages chimiques successifs permet d'avoir un rendement épuratoire supérieur à 99 %. Il est basé sur le transfert des molécules gazeuses odorantes en solution aqueuse. Les tours sont garnies de matériau inerte arrosé avec une solution chimique, ce qui favorise le contact gaz-liquide[30] ;
- dans le traitement biologique, la biofiltration est opérée lorsque les molécules odorantes sont dégradées durant leur transfert au travers d'un filtre biologique sur lequel sont fixées des bactéries. Pour réaliser ce procédé, il est nécessaire de développer une teneur optimale en humidité, d'un apport en nutriments et en oligo-éléments. La pouzzolane permet de filtrer les nutritifs, qui sous l'action de l'acidité produite par l'oxydation de l'hydrogène sulfuré, libère de l'azote, du phosphore et des oligo-éléments. Un arrosage régulier permet des conditions de vie optimales des microorganismes et assure l'évacuation des sous-produits d'oxydation, rendant le système optimal dans sa fonctionnalité[31].